# Three Cheers for Sweet Revenge
Three Cheers for Sweet Revenge je druhé album amerického rockového kvartetu My Chemical Romance. Bylo vydáno 4. června 2004 a jednalo se o první album, která kapela nahrávala ve spolupráci s Reprise Records. Jde o poslední album s původním bubeníkem Mattem Pelissierem, jenž byl po vydání alba vyhozen a jehož místo převzal Bob Bryar. V USA se prodal více než 1 milion kopií.
Three Cheers For Sweet Revenge přineslo čistější zvuk než předchozí album I Brought You My Bullets, You Brought Me Your Love. Zaznamenalo také mnohem větší úspěch a nárůst popularity. Po jeho vydání se počet fanoušků skupiny značně rozšířil.
Frontman Gerard Way popsal album jako „pseudo konceptuální hororový příběh“ a sám navrhl jeho obal.

## Seznam skladeb
1. „Helena“ – 3:22 (Videoklip)
2. „Give 'Em Hell, Kid“ – 2:18
3. „To the End“ – 3:01
4. „You Know What They Do to Guys Like Us in Prison“ – 2:53 (s vokálem Berta McCrackena)
5. „I'm Not Okay (I Promise)“ – 3:08 (Videoklip)
6. „The Ghost of You“ – 3:23 (Videoklip)
7. „The Jetset Life Is Gonna Kill You“ – 3:37
8. „Interlude“ – 0:57
9. „Thank You for the Venom“ – 3:41
10. „Hang 'Em High“ – 2:47 (s Keithem Morrisem)
11. „It's Not a Fashion Statement, It's a Deathwish“ – 3:30
12. „Cemetery Drive“ – 3:08
13. „I Never Told You What I Do for a Living“ – 3:51
14. „Bury Me in Black“ – 2:37 (bonusová nahrávka)

## Význam skladeb
"Helena" pojednává o zemřelé babičce Gerarda a Mikeyho, která se jmenovala Elena Lee Rush a přátelé jí říkali "Helen". Gerard se rozhodl tyto dvě jména zkombinovat a tak vznikla "Helena." Její smrt ho hluboce zasáhla a tak jí věnoval tuto píseň, jež je zároveň jeho nejoblíbenější z Three Cheers For Sweet Revenge. Videoklip se natáčel ve skutečném katolickém kostele v Los Angeles.
Gerard o videoklipu Helena: "Moje babička byla umělkyně a naučila mě hodně o tom, co dneska dělám - jak zpívat, malovat a vystupovat. Hned jsem věděl, že chci, aby ve videoklipu byl pohřeb, protože na ten den, kdy umřela, nikdy nezapomenu. Vzpomínám si, že bohoslužba nás všechny extrémně rozrušila. Video je dost pochmurný a depresivní. Do jeho natáčení dost zasáhly emoce."
"To The End" je založena na povídce od Williama Faulknera Růže pro Emilii. Remix skladby je součástí soundtracku k filmu Underworld: Evolution.
"You Know What They Do To Guys Like Us In Prison" je o tom, jak Gerard v této době prozkoumával svou sexualitu. Při nahrávání byl ve spodním prádle. Spolupracoval na ní zpěvák Bert McCracken ze skupiny The Used, který má také na svědomí chichotání na konci skladby.
Gerard: "Když neberu v úvahu ´Helenu´, je tohle můj nejoblíbenější song z ´Revenge´. Má šmrnc a myslím, že tohle lidi nečekali. A stejně jako u ´Headfirst For Halos´ jsme věděli, že když to dokážeme, umožní nám to zkusit spoustu dalších věcí...
Gerardovou inspirací pro text u "I'm Not Okay (I Promise)" byl jeho neúspěch u děvčat. "Je to o střední, ten pocit, že jsem sám. Vždycky jsem toužil po lásce. Prostě jsem chtěl, aby mě někdo miloval." Ve videoklipu se objevuje manažer skupiny. Úvodní scénu videa Ray napsal sám deset minut před natáčením. Původní scénář se mu nelíbil.
The Ghost Of You pojednává o válce. Při natáčení videoklipu se skupina málem utopila, když se jejich loď začala potápět.
The Jetset Life Is Gonna Kill You má podle Gerarda být o znásilnění.
Thank You For The Venom je fráze, která vznikla v počátcích My Chemical Romance. Gerard měl tričko s tímhle nápisem na jednom z prvních vystoupení. Tahle fráze se také objevila - přeložená do francouzštiny - uvnitř obalu desky I Brought You My Bullets, You Brought Me Your Love.
Písnička Hang 'Em High dostala svůj název podle stejnojmenného filmu Teda Posta s Clintem Eastwoodem v hlavní roli. Zadní vokály zpívá Keith Morris z BlackFlag. Frank ho musel doslova pronásledovat, aby ho k tomu přesvědčil, protože Keith je jedním z Frankových idolů.
Podle časopisu Disorder je píseň Cemetery Drive o bývalé přítelkyni Gerarda Waye, která spáchala sebevraždu.

## Singly
- „Thank You for the Venom“
- „I'm Not Okay“
- „Helena“
- „Ghost of You“